# Тулинецькі Переліски
Тулине́цькі Пере́ліски — ботанічний заказник місцевого значення в Україні. Розташований у межах Миронівської міської громади Обухівського району Київської області, біля південної околиці села Тулинці.
Площа 88 гектарів. Створений відповідно до рішення 6 сесії 23 скликання Київської обласної ради від 2 лютого 1994 року для збереження лучних степів. Землекористувачем території заказника є Тулинська сільська рада.

## Загальні відомості
Заказник є цікавим у флористичному і фітоцеонетичному відношеннях. Розроблено наукове обґрунтування створення на базі ботанічного заказника місцевого значення «Тулинецькі Переліски» ботанічного заказника загальнодержавного значення.

## Опис
Ботанічний заказник розташований у південній частині Київської області, для якої характерна степова рослинність. Тут переважають лучні степи, рослинний покрив яких має виражену полідомінантність з сезонною зміною домінантів, і асектаторів, нерозчленованістю травостою на яруси та деякі інші. У складі лук виявлено понад 300 видів рослин. Серед них є доволі рідкі для флори України ковила пірчаста, ковила волосиста та червонокнижні астрагал шерстистоквітковий, сон чорніючий, брандушка різнобарвна. Трапляються тут і рідкісні для флори Середнього Придніпров'я види — горицвіт весняний, гіацинтик білуватий, льон жовтий, осока низька, цибуля ведмежа, шолудивник Кауфмана та інші.